# Antoni Kobiela

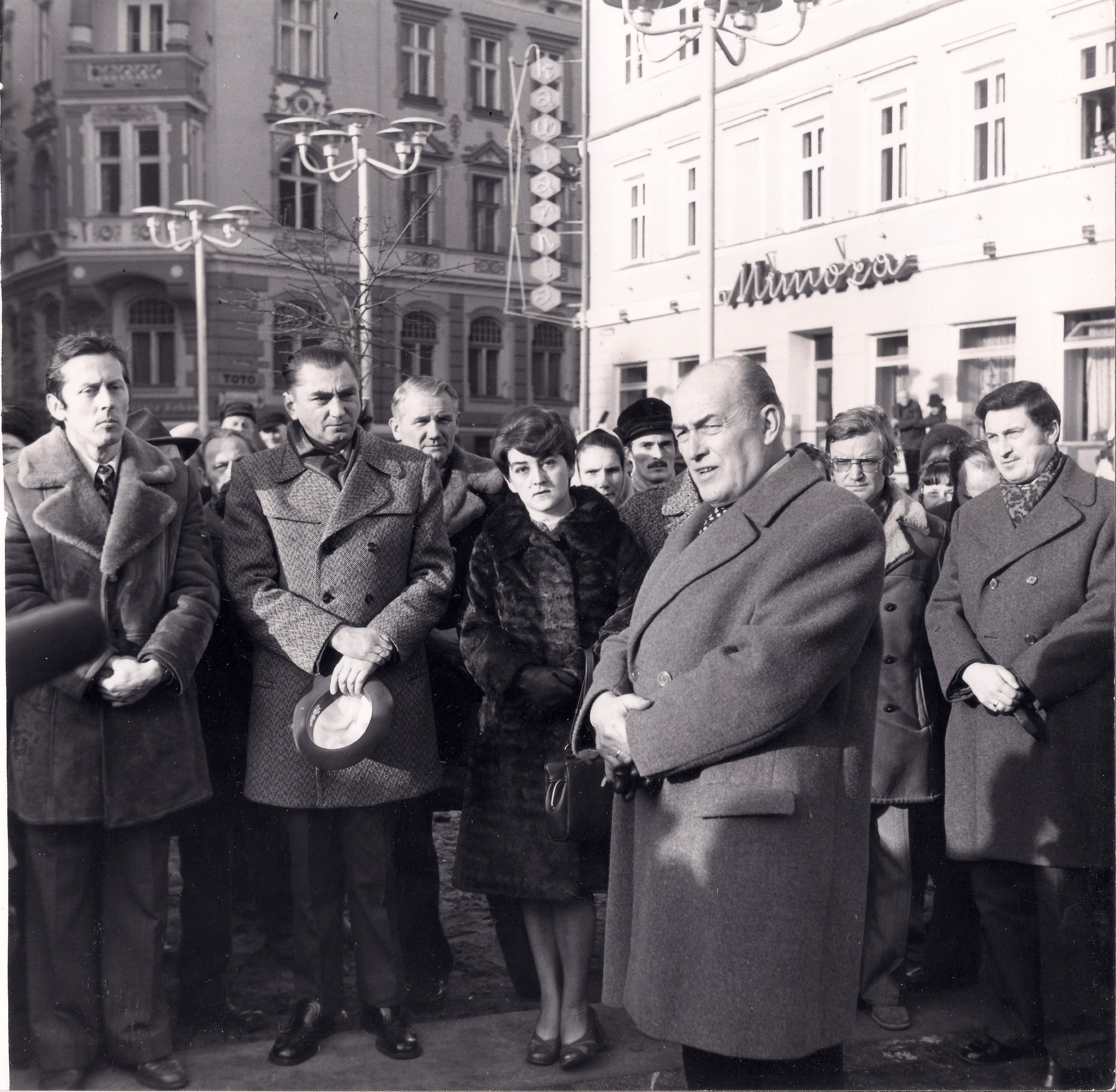
Antoni Kobiela na placu Bolesława Chrobrego w Bielsku-Białej, grudzień 1976

Antoni Kobiela (ur. 9 lutego 1915 w Jaworzu, zm. 12 stycznia 2003) – polski działacz partyjny i państwowy, prezydent Bielska-Białej (1972–1977).

## Życiorys
Syn Józefa i Teresy. Należał do Polskiej Partii Robotniczej, a następnie do Polskiej Zjednoczonej Partii Robotniczej. W marcu 1971 został wiceprzewodniczącym, a w lutym 1975 przewodniczącym Wojewódzkiej Komisji Rewizyjnej PZPR w Katowicach. W listopadzie tego samego roku objął funkcję przewodniczącego WKR w Bielsku-Białej. Ponadto zasiadał w Komitecie Powiatowym partii w Bielsku-Białej, w styczniu 1973 został członkiem jego egzekutywy.
W latach 60. sprawował funkcję przewodniczącego Powiatowej Rady Narodowej w Bielsku-Białej. W latach 1972–1977 pełnił urząd prezydenta Bielska-Białej. Za sprawą decyzji o wyburzaniu zabytkowych obiektów miejskich (m.in. Podzamcza i kinoteatru miejskiego) zapisał się w dziejach miasta jako „Antek Burzyciel”. Po odejściu z urzędu był m.in. wicewojewodą bielskim. Działał w Ochotniczej Straży Pożarnej, pełnił m.in. obowiązki prezesa jej zarządu wojewódzkiego.